# Onchocalanus affinis
Onchocalanus affinis är en kräftdjursart som beskrevs av With 1915. Onchocalanus affinis ingår i släktet Onchocalanus och familjen Phaennidae. Inga underarter finns listade i Catalogue of Life.